# عوف
عوف (به عربی: عوف) یک شهرداری در الجزایر است که در استان معسکر واقع شده‌است.
 عوف  ۷٬۳۲۶ نفر جمعیت دارد.